# Folk of the 80's (Part III)
Folk of the 80's (Part III) è il secondo album in studio del gruppo musicale canadese Men Without Hats, pubblicato nel 1984. Nel 2010 ci fu una riedizione dell'album.

## Tracce
1. No Dancing – 2:09
2. Unsatisfaction – 3:15
3. Where Do the Boys Go? – 3:55
4. Mother's Opinion – 6:48
5. Eurotheme – 2:40
6. Messiahs Die Young – 4:20
7. I Know Their Name – 3:55
8. Folk of the 80's – 4:17
9. I Sing Last/Not for Tears – 3:15

### Riedizione 2010
1. Where Do the Boys Go? (extended mix)